# Georges Irat

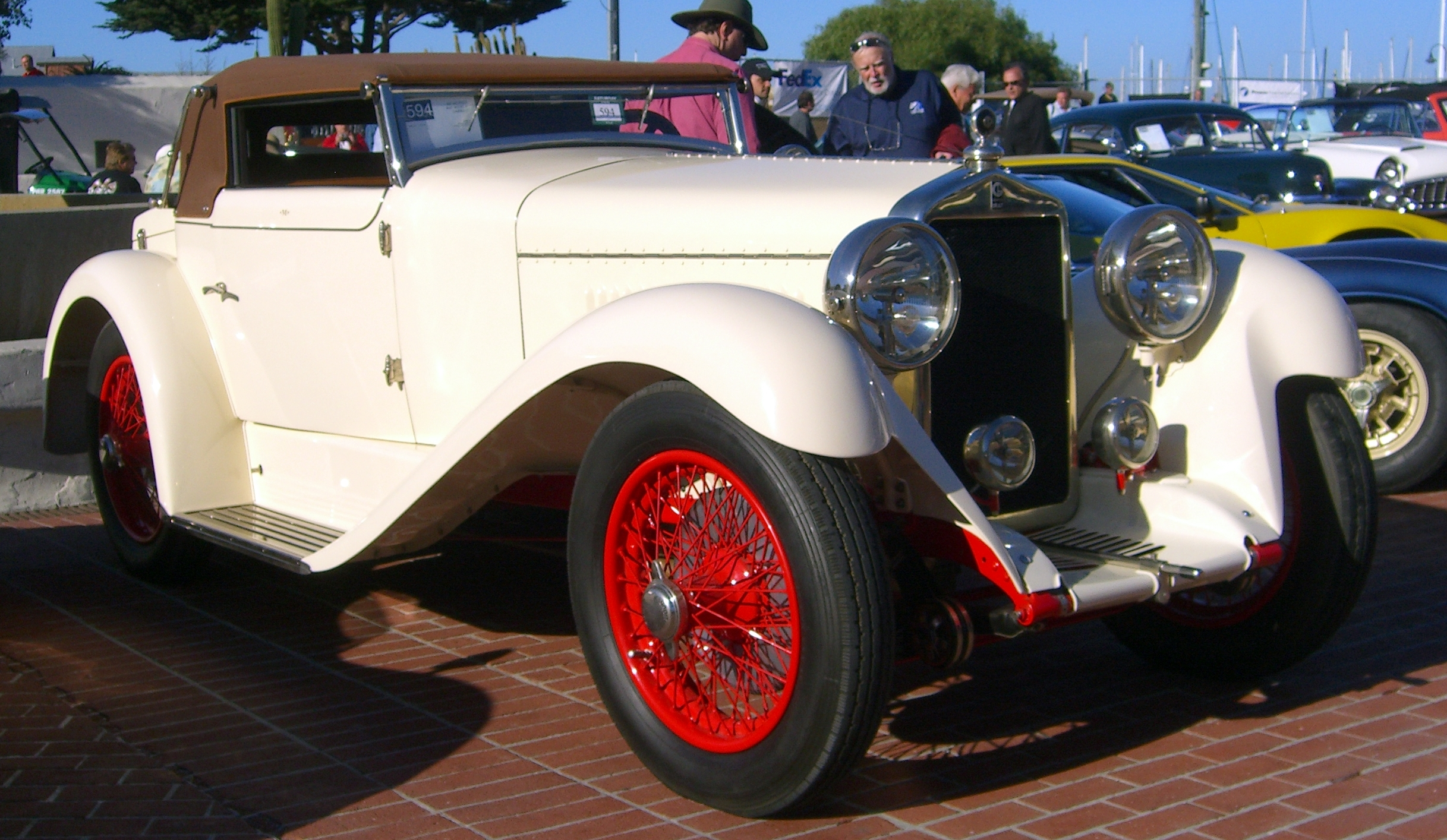
Georges Irat von 1927

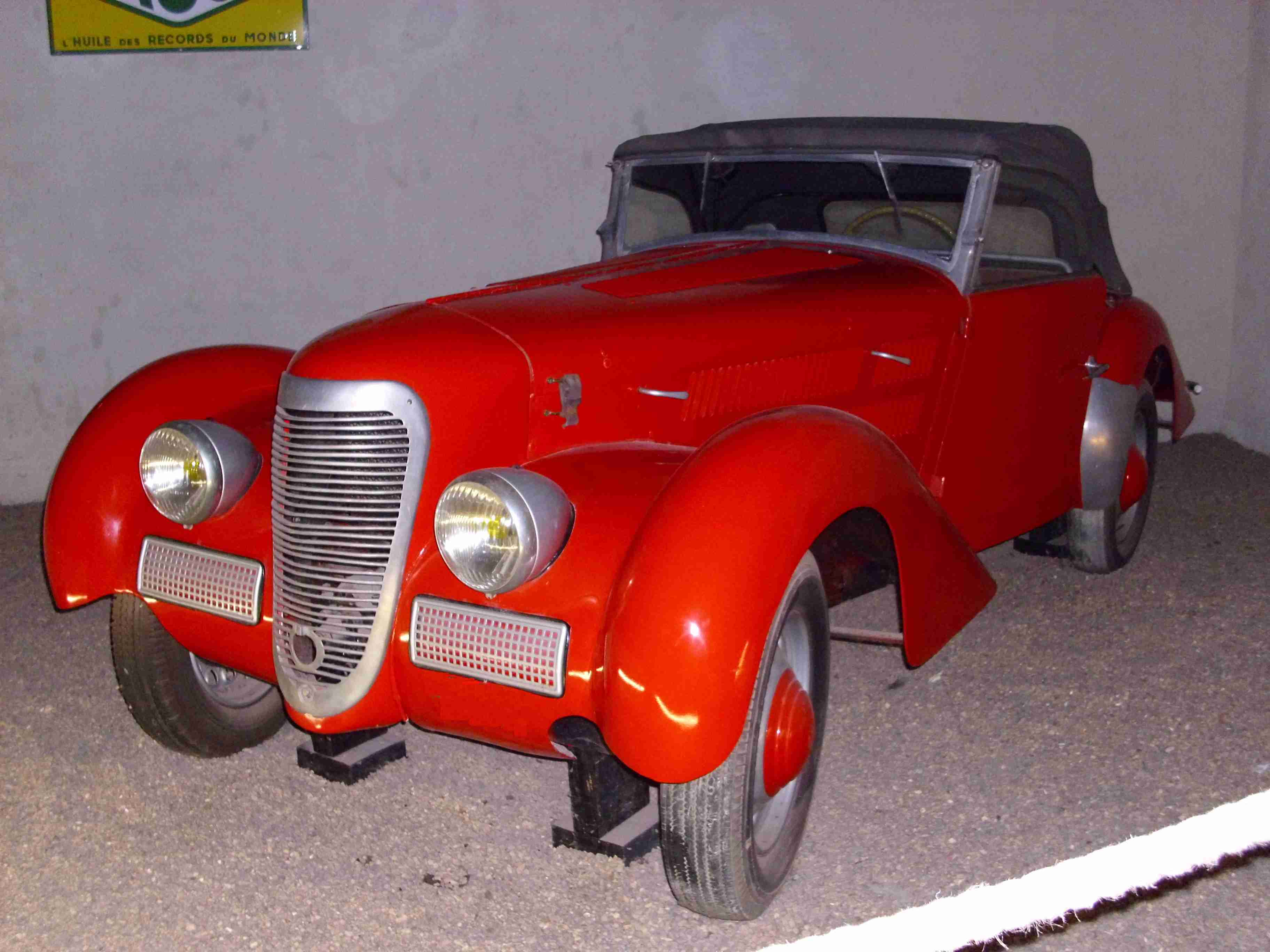
Georges Irat von 1939

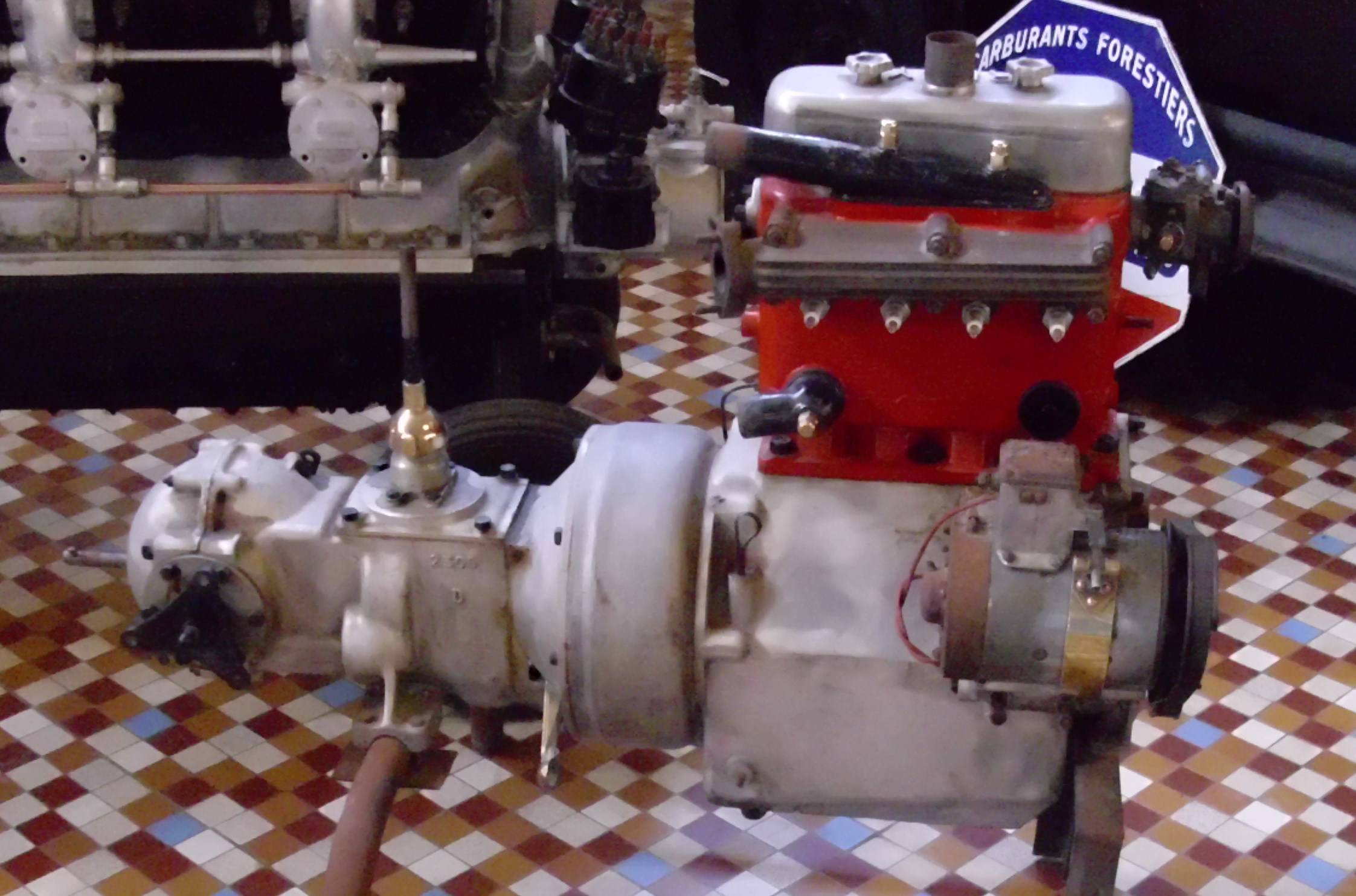
Ruby-Motor für das Modell ab 1935

Georges Irat, kurz für Automobiles Georges Irat SA, war ein französischer Hersteller von Automobilen.

## Unternehmensgeschichte
Georges Irat betrieb bereits seit 1914 das Unternehmen Automobiles Irat in Paris, stellte dort allerdings keine Fahrzeuge her. 1921 gründete er Automobiles Georges Irat in Chatou und begann mit der Produktion von Automobilen unter dem Markennamen Georges Irat. Während der 1920er Jahre betrug die jährliche Produktion etwa 200 Fahrzeuge. Das Unternehmen befand sich ab 1929 in Neuilly-sur-Seine und ab 1935 in Levallois-Perret. 1949 endete die Produktion. Georges Irat betrieb anschließend die Société Chérifienne George Irat in Casablanca.
Von 1948 bis 1949 gab es das separate Unternehmen Irat et Cie in Bègles-Tartifumes für die Produktion von Nutzfahrzeugen.

## Modelle
Das erste Modell Type 4 A hatte einen eigenen Vierzylindermotor. 69,8 mm Bohrung und 130 mm Hub ergaben 1988 cm³ Hubraum, eine steuerliche Einstufung mit 11 CV und 40 PS Leistung. Der Radstand betrug wahlweise 300 cm oder 320 cm, die Spurweite 130 cm.
1927 kam der Type 6 A dazu. Sein Sechszylindermotor hatte die gleichen Abmessungen wie das vorgenannte Modell. Das ergab 2980 cm³ Hubraum, 15 CV und 80 PS Leistung.
Ab 1929 wurden Sechszylinder- und Achtzylindermotoren von Lycoming verwendet.
1935 kamen Modelle mit Frontantrieb dazu; sie hatten Vierzylindermotoren von Ruby. Genannt sind Type M mit 57 × 93,5 mm, 954 cm³ Hubraum, 5 CV und 26 PS; Type DS mit 60 × 97 mm, 1097 cm³ Hubraum, 6 CV und 33 PS sowie Type DU mit 61 × 92 mm, 1078 cm³ Hubraum, 6 CV und 37 PS.
1939 erschien noch ein Modell mit dem Motor aus dem Citroën Traction Avant 11 CV mit 1911 cm³ Hubraum. Für ihn sind 78 mm Bohrung, 100 mm Hub, 11 CV und 56 PS genannt.
Während des Zweiten Weltkriegs wurden einige Fahrzeuge mit Elektromotor ausgestattet. Sie waren auch als Nutzfahrzeuge erhältlich. Genannt ist ein 3-PS-Motor im Heck, Batterien unter einer vorderen Haube, 32 km/h Höchstgeschwindigkeit und 96 km Reichweite.
1946 und 1949 erschienen als Prototypen Fahrzeuge mit Vierzylinder-Boxermotor mit 1100 cm³ Hubraum und Leichtmetallkarosserie, die allerdings nicht mehr in Serienproduktion gingen.
Ein Fahrzeug dieser Marke war im Motor Technica Museum Bad Oeynhausen in Bad Oeynhausen ausgestellt.

## Sporterfolge
Ein Team von Georges Irat war beim Eröffnungsrennen der 24 Stunden von Le Mans 1923 am Start. Maurice Cappé und Jean Douarinou erreichten auf einem Georges Irat 4/A3 den 16. Gesamtrang. Bis 1926 waren Georges-Irat-Fahrzeuge bei diesem Langstreckenrennen gemeldet.